# 昆明胡志明旧居
昆明胡志明旧居，位于中国云南省昆明市五华区护国街道华山南路89-93号，是越南劳动党主席胡志明抗日战争期间在昆明的住所之一，现为云南省文物保护单位。

## 历史
胡志明抗日战争期间多次来昆明从事抗日救亡活动，由于当年政治斗争环境复杂，胡志明在昆时有多处住所，华山南路为常住的地方之一。此房原为为居民住宅。1971年越南范文同总理、文健庸参谋长等人来昆明疗养时，曾向中国政府提出要参观胡志明旧居的要求。根据越南方面的要求，1971年由昆明市革命委员将住户迁出，房屋及内部陈设恢复原貌，交市人民政府外事办公室和市公安局共同管理使用，内部开放，专供越南人员来访参观时使用。2022年5月起，投入260万元资金实施修缮保护、陈展布置，2024年3月24日正式向公众开放。

## 现状
旧居现存建筑座南朝北，占地面积263.04平方米。砖木结构三层楼房，两面坡悬山顶，面阔三间，进深两间。下层为店铺，临街外立面为西式做法，楼上每间均开条形窗。该楼二楼东面二间为胡志明在昆明的居所之一。
2011年1月17日，“昆明胡志明旧居（含华山南路81号民居）”公布为第五批昆明市文物保护单位；2019年2月21日，昆明胡志明旧居公布为第八批云南省文物保护单位。

## 图片

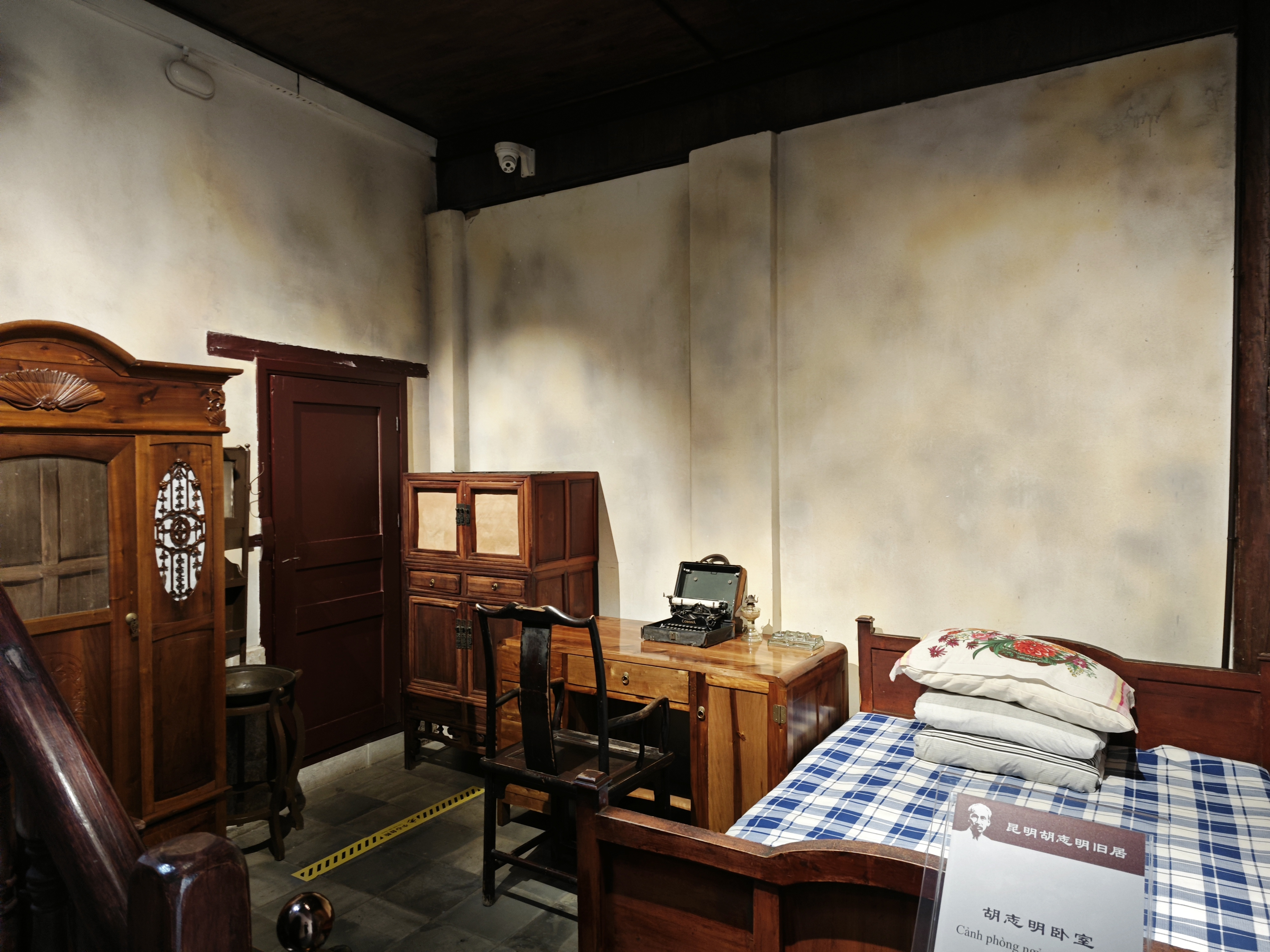
胡志明卧室场景复原
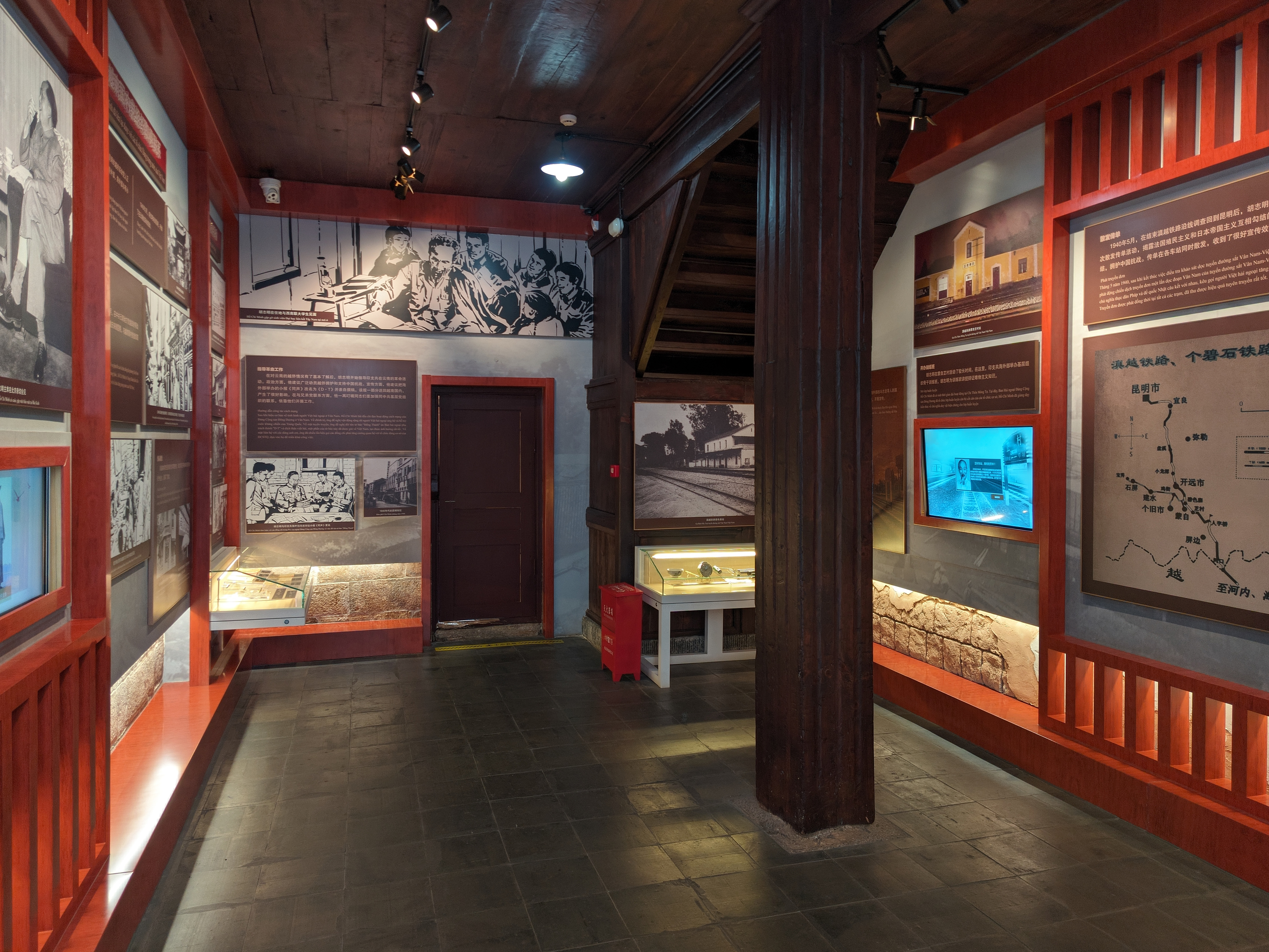
陈展
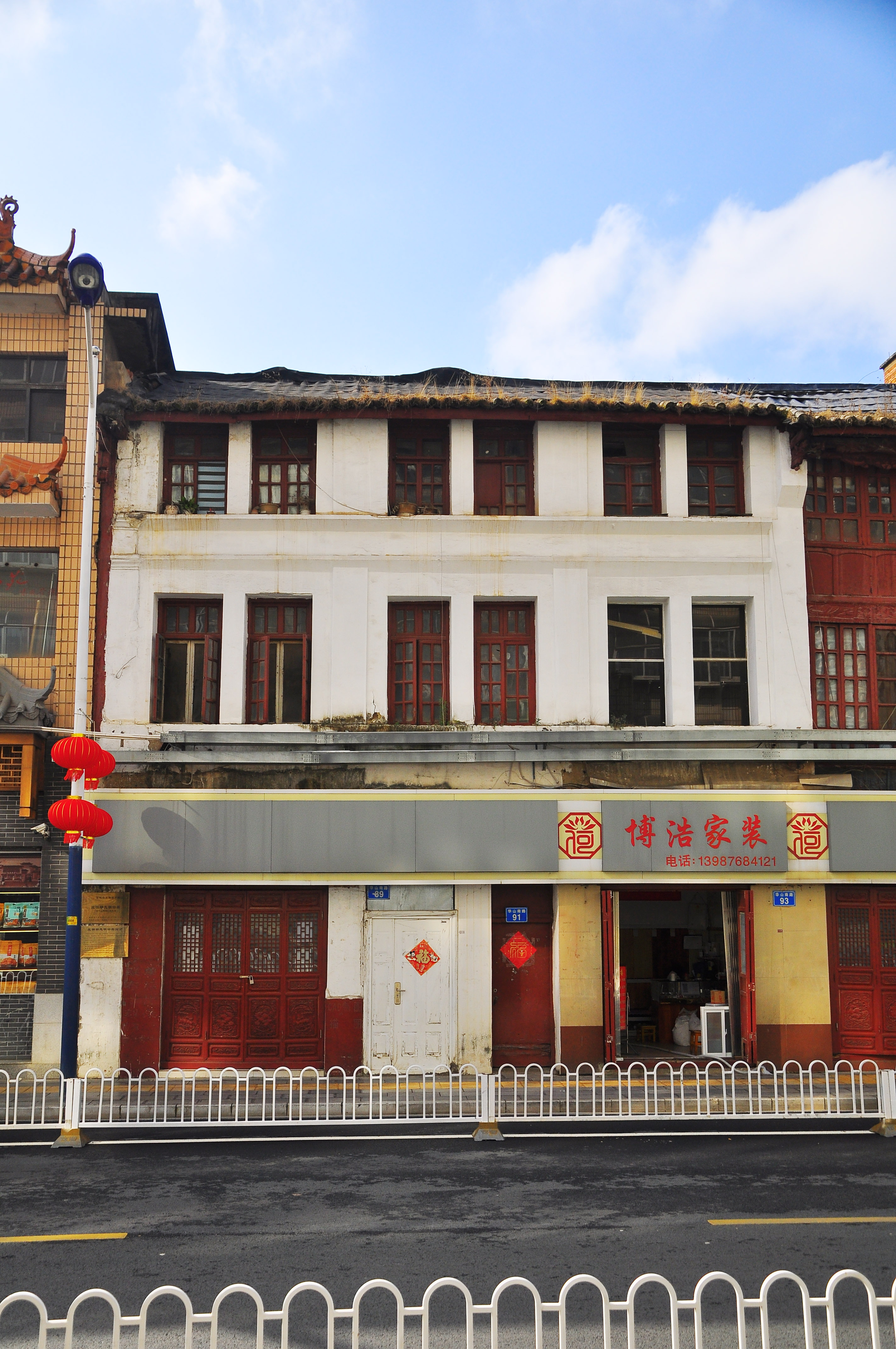
华山南路91、92号昆明胡志明旧居
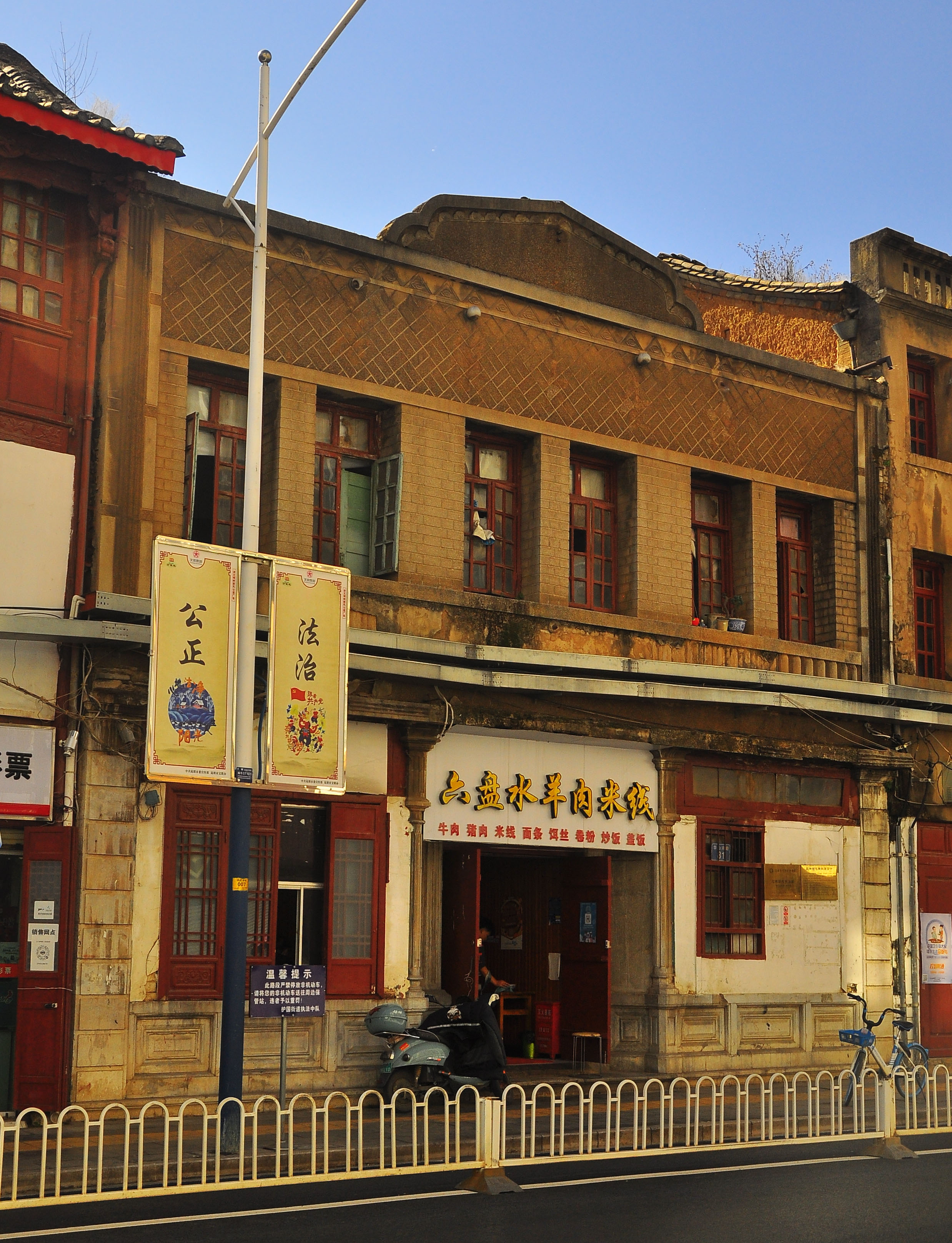
华山南路81号民居
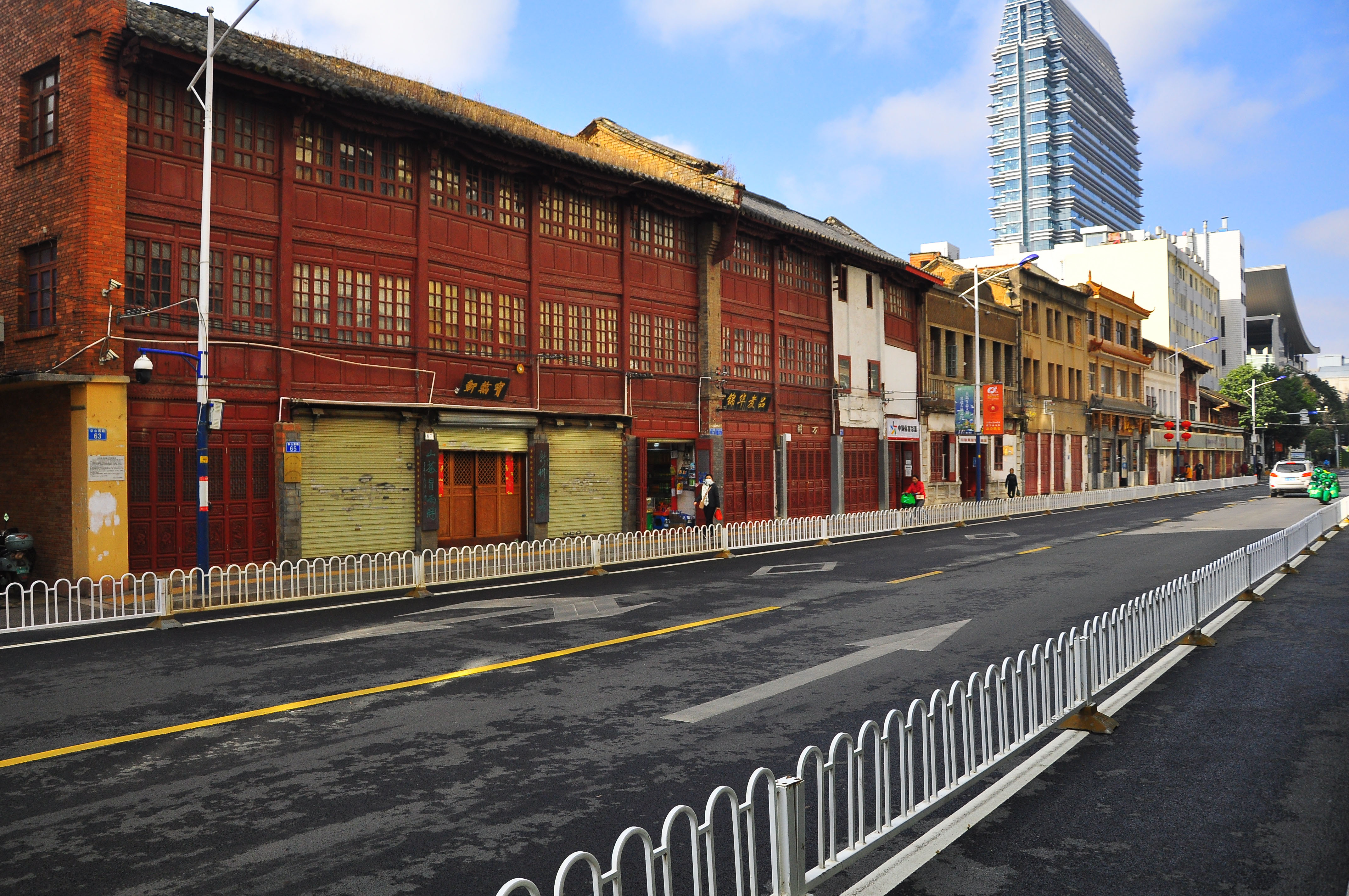
华山南路传统商业建筑群全貌